# Merv Hughes
Pour les articles homonymes, voir Hughes.
Mervyn Gregory Hughes, dit Merv Hughes, est un joueur de cricket international australien devenu sélectionneur national né le 23 novembre 1961. Fast bowler au sein de l'équipe de Victoria entre 1981 et 1994, il dispute cinquante-trois matchs de Test cricket avec l'équipe d'Australie entre 1985 et 1994, ainsi que trente-trois matchs au format One-day International. En 2005, il devient l'un des quatre sélectionneurs de l'équipe nationale australienne.

## Bilan sportif

### Principales équipes
|                                   | First-class cricket | List A cricket    |
| --------------------------------- | ------------------- | ----------------- |
| Victoria                          | 1981-82 - 1994-95   | 1981-82 - 1994-95 |
| Essex                             | 1983                |                   |
| Terr. de la capitale australienne |                     | 1997-98 - 1998-99 |

## Honneurs et distinctions
Merv Hughes fait partie des cinq joueurs désignés Wisden Cricketers of the Year en 1994.